# Вервенский мир
Вервенский мир — мирный договор, подписанный 2 мая 1598 года в маленьком городе Вервен в Пикардии, на севере Франции, недалеко от границы Габсбургских Нидерландов, представителями короля Франции Генриха IV и короля Испании Филиппа II. В переговорах активно участвовал легат папы Климента VIII во Франции Алессандро Медичи, будущий папа Лев XI; французский историк Бернар Барбиш назвал его «творцом соглашения».

## История
Генрих объявил войну Испании в 1595 году, а 13 апреля 1598 года издал Нантский эдикт, положивший конец Религиозным войнам во Франции — конфликту, в который к тому времени втянулась почти вся Европа.

## Условия
По условиям Вервенского мира Филипп II официально признал Генриха IV королём Франции и отозвал свои вооруженные силы с французской территории, которую они оккупировали, лишив поддержки остатки католической Лиги. После того как Филипп II 13 сентября 1598 года умер, его преемник Филипп III сохранил договор в силе. Герцог Савойский Карл Эммануил I, союзник испанцев, не стал подписывать Вервенский мир; Генрих IV в 1599 году напал на Савойю, и в 1601 году герцог подписал отдельный Лионский договор.
Переговоры происходили в Вервенском замке, который предоставила Гильеметта де Куси, соправительница Вервена. Окружающая область Тьераш, близкая к Габсбургским Нидерландам, сильно пострадала от недавних войн.
Историки считают, что этот мир стал окончательным поражением Филиппа II, который по династическим соображениям поддерживал ультракатоликов, и положил начало упадку Габсбургской Испании и началу европейской гегемонии Франции во время последующего «Золотого века».